# پی‌ای‌ال ایرلاینز
پی‌ای‌ال ایرلاینز (به انگلیسی: PAL Airlines) یک شرکت هواپیمایی با کد یاتا 5A است که در تاریخ ۲۰۱۵ میلادی تأسیس شده است.
دفتر مرکزی پی‌ای‌ال ایرلاینز در شیلی واقع شده‌است و قطب این شرکت هواپیمایی در فرودگاه بین‌المللی کومودورو ارتورو مرینو بنیتز قرار دارد و به ۶ مقصد، پرواز مستقیم انجام می‌دهد.

## مقصدهای پروازی
- آنتوفاگاستا - فرودگاه بین‌المللی سروو مورنو
- کالاما (شیلی) - فرودگاه بین‌المللی ال لوا
- کوپیاپو - فرودگاه دسیرتو دا اتاکما
- ایکویک - فرودگاه بین‌المللی دیگو اراسنا
- سانتیاگو - فرودگاه بین‌المللی کومودورو ارتورو مرینو بنیتز - (قطب)